# Гвоздавка Друга
Гвозда́вка Друга — село Зеленогірської селищної громади у Подільському районі Одеської області. Населення становить 1074 осіб.

## Історія
7 (20) листопада 1917 року, відповідно до Третього Універсалу Української Центральної Ради, увійшло до складу Української Народної Республіки.
Під час організованого радянською владою Голодомору 1932—1933 років померло щонайменше 13 жителів села.
Під час Другої світової війни восени 1941 року в селі було створено табір знищення. В ньому знищено близько 5 тис. євреїв. Румунські окупаційні війська звозили в табір євреїв з навколишньої місцевості, концентруючи для подальшого відправлення до концтабору в Богданівці.
Колишній орган місцевого самоврядування — Гвоздавська сільська рада.
12 червня 2020 року, відповідно до Розпорядження Кабінету Міністрів України від № 724-р «Про визначення адміністративних центрів та затвердження територій територіальних громад Одеської області», увійшло до складу Зеленогірської селищної громади.
19 липня 2020 року, в результаті адміністративно-територіальної реформи і ліквідації Любашівського району, село увійшло до складу новоутвореного Подільського району.

## Населення

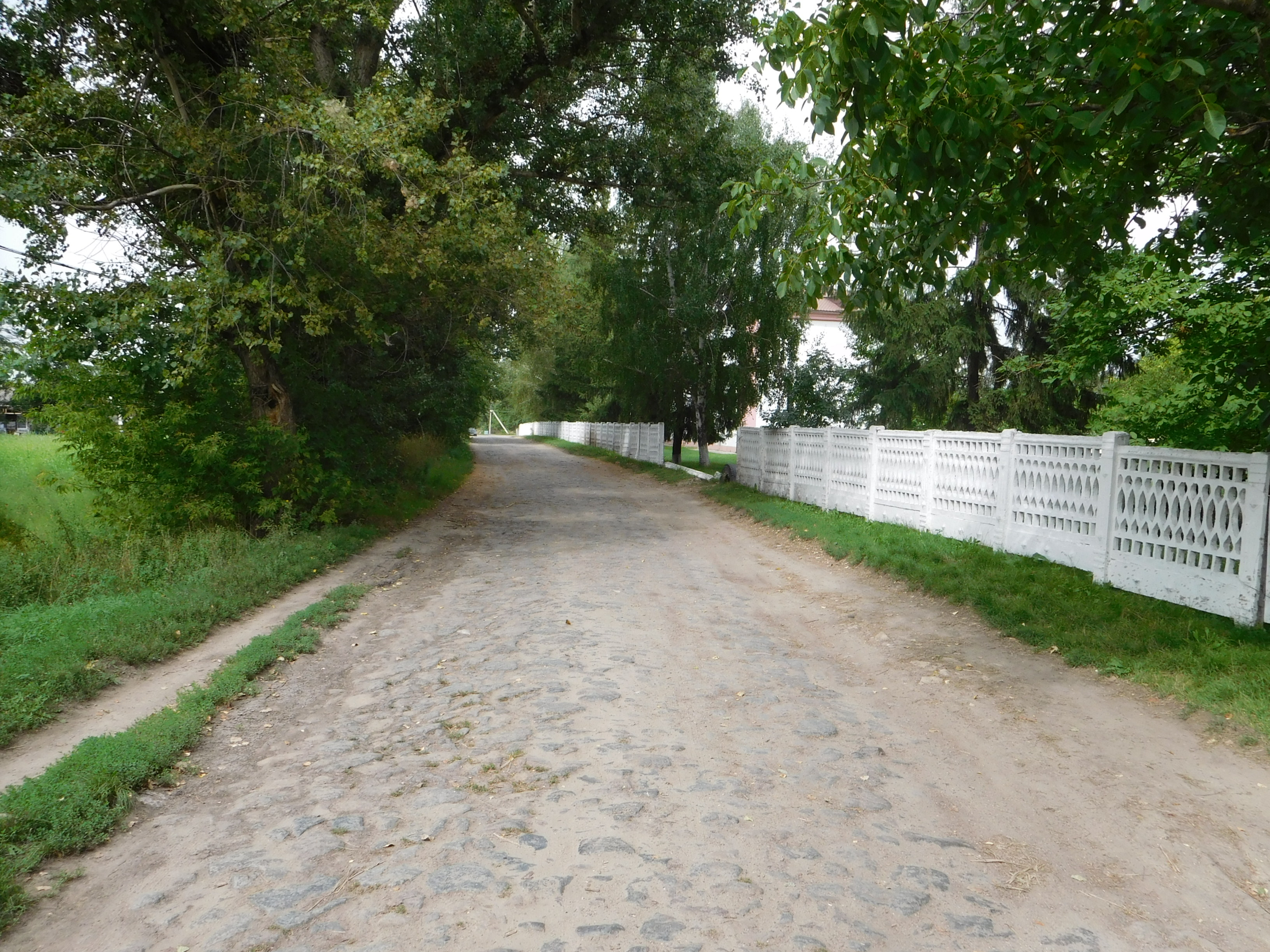
Старий брук на вулиці

Згідно з переписом УРСР 1989 року чисельність наявного населення села становила 1297 осіб, з яких 567 чоловіків та 730 жінок.
За переписом населення України 2001 року в селі мешкали 1074 особи.

### Мова
Розподіл населення за рідною мовою за даними перепису 2001 року:
| Мова       | Відсоток |
| ---------- | -------- |
| українська | 93,39 %  |
| молдовська | 5,40 %   |
| російська  | 1,21 %   |

## Відомі уродженці
- Золовський Андрій Петрович (22 серпня 1915 — 20 травня 2000) — український географ, економіко-географ, картограф, доктор географічних наук, професор Київського національного університету імені Тараса Шевченка.